# 쓰가루 지카타리

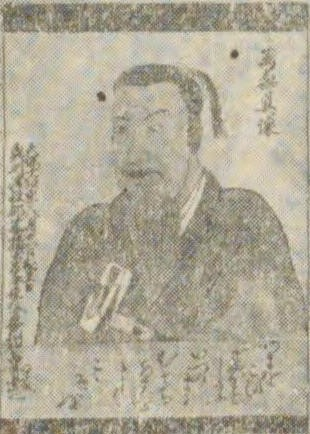
쓰가루 지카타리

쓰가루 지카타리(일본어: 津軽親足, 1788년 9월 28일 ~ 1849년 9월 16일)는 구로이시번의 초대 번주이다. 어릴적 이름은 야스히코(安彦), 산주로(三十郎)이며, 관위는 종5위하, 가이노카미(甲斐守)이다.
1788년 음력 8월 29일, 구루리 번의 2대 번주 구로다 나오유키의 넷째 아들로 에도에서 태어났다. 1805년 음력 12월 4일, 쓰가루 쓰네토시의 양자가 되어 구로이시 쓰가루 가문의 4천 석 영지를 이어받았다. 1809년, 히로사키번 번주 쓰가루 야스치카로부터 6천 석의 영지를 가봉받고 1만 석의 다이묘 반열에 들었다. 이로써 히로사키 번의 지번인 구로이시 번이 탄생하였다. 1825년, 번주 자리를 양자인 쓰가루 유키노리에게 양위하고 은거하였으며, 1849년 에도에서 사망하였다. 와카에 능했다고 알려져 있다.
| 전임 쓰가루 쓰네토시 | 제8대 구로이시 령 영주 1805년 ~ 1809년 | 후임 번으로 승격 |

|  | 제1대 구로이시 번 번주 (쓰가루가) 1809년 ~ 1825년 | 후임 쓰가루 유키노리 |